# Angéla Németh
Angéla  Ránky - Németh (ur. 18 lutego 1946 w Budapeszcie, zm. 5 sierpnia 2014 tamże) – węgierska lekkoatletka, oszczepniczka, mistrzyni olimpijska.
Początkowo uprawiała koszykówkę, dopiero później zmieniła dyscyplinę na lekkoatletykę.
Podczas Igrzysk Olimpijskich w 1968 w Meksyku zdobyła złoty medal rzutem na odległość 60,36 m. Pokonała wówczas Rumunkę Peneș i Austriaczkę Janko. W 1969 zdobyła tytuł mistrzyni Europy, pokonując swoją rodaczkę Vidos i reprezentantkę ZSRR Ewert. Dwa lata później na kolejnych mistrzostwach Europy zajęła 4. miejsce. Na Igrzyskach Olimpijskich w 1972 odpadła w kwalifikacjach. Rekord życiowy: 60,58 (1969).
Zmarła 5 sierpnia 2014 w Budapeszcie.